# Cooperativa Agrícola Pisquera Elqui Limitada
La Cooperativa Agrícola Pisquera Elqui Limitada (Capel o Cooperativa Capel) es una cooperativa de Chile, nacida como una productora y distribuidora de pisco, siendo una de las más grandes empresas chilenas del rubro. Fue creada en 1935 como la «Sociedad de Productores de Elqui», formada por pequeños productores pisqueros del valle del Elqui, y el año 1939 se transformó en una cooperativa, formada legalmente, denominada «Sociedad Productores de Elqui, Cooperativa Agrícola Pisquera y Vitivinícola Limitada», posteriormente «Cooperativa Agrícola Pisquera Elqui Limitada».
Actualmente posee más de 1200 cooperados, de los valles de Copiapó, Huasco, Elqui, Limarí y Choapa, que poseen en total unas 4500 hectáreas de cultivos de uva pisquera. La mayoría de sus cooperados son microproductores, con tierras de no más de 5 hectáreas de extensión.
Esta empresa produce y distribuye piscos, bajo la marca «Capel», «Alto del Carmen» y «Artesanos del Cochiguaz», además de distribuir otros destilados, como ron y vodka, vinos, cervezas y bebidas analcohólicas. También elabora cócteles sobre la base de pisco, bajo las marcas «Capel» y «Capel drinks», tales como pisco sour, mango sour, coffee cream colada y piña colada.

## Historia

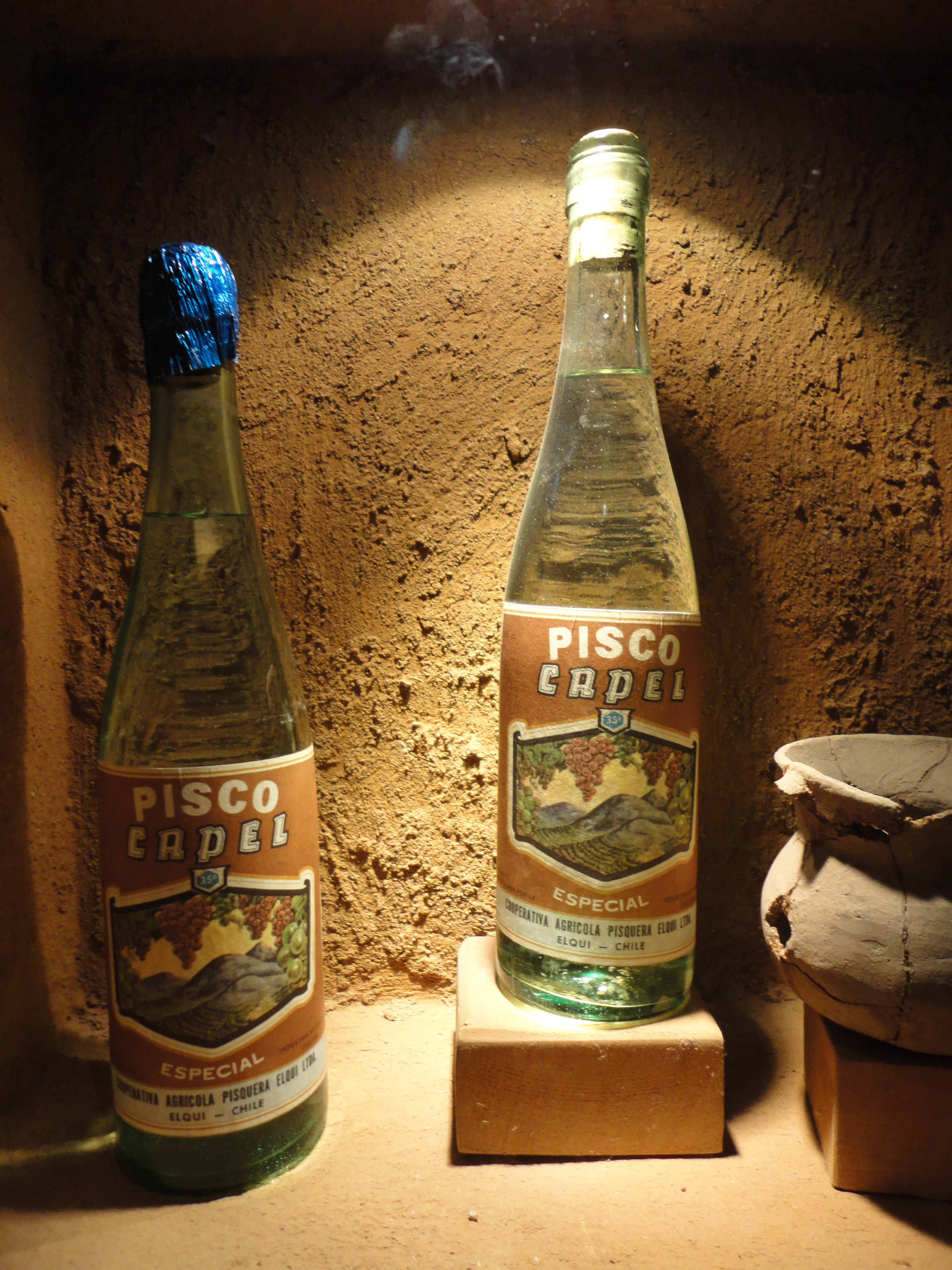
Antiguas botellas de «Pisco Capel».

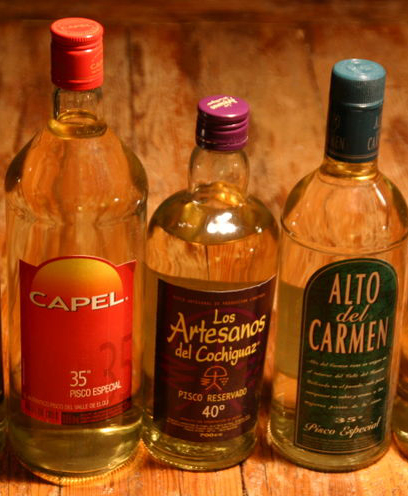
Botellas de pisco «Capel», «Alto del Carmen» y Artesanos del Cochiguaz, en su presentación al año 2006.

El año 1935 se creó en Paihuano la «Sociedad Productores de Elqui», una pequeña asociación de agricultores del valle de Elqui; en 1938 aquella se transformó en la «Sociedad Productores de Elqui, Cooperativa Agrícola Pisquera y Vitivinícola Limitada», a la que se otorgó personalidad jurídica en febrero de 1939.
En 1964, la Sociedad Productores de Elqui, Cooperativa Agrícola Pisquera y Vitivinícola Limitada pasa a llamarse «Cooperativa Agrícola Pisquera Elqui Limitada» (CAPEL), naciendo comercialmente la marca «Pisco Capel».
Hacia fines de la década de 1990, CAPEL y la Cooperativa Control Pisquero exploraron la posibilidad de fusionarse, lo que finalmente no se concretó, aunque había sido aprobada por la Comisión Preventiva Central, una de las autoridades chilenas antimonopolios de la época.
Posteriormente, el mismo año 2005, Viña Santa Rita y la Compañía Pisquera de Chile presentaron a CAPEL ofertas vinculantes, en un proceso mediante el cual esta última pretendía conseguir un socio estratégico, con quien crearía una sociedad anónima cerrada y aportaría sus activos pisqueros (marcas comerciales, algunos terrenos, plantas y existencias). Sin embargo, dicho proceso fue declarado desierto por CAPEL, quien decidió continuar las operaciones bajo su tradicional modelo de negocios.
Desde 2006 CAPEL amplió su giro a la producción y distribución de otras bebidas alcohólicas, tales como destilados, vinos y cervezas, y bebidas analcohólicas; asimismo, produce cócteles sobre la base del pisco, bajo las marcas «Capel» y «Capel drinks», como pisco sour, mango sour, coffee cream colada y piña colada.

## Productos

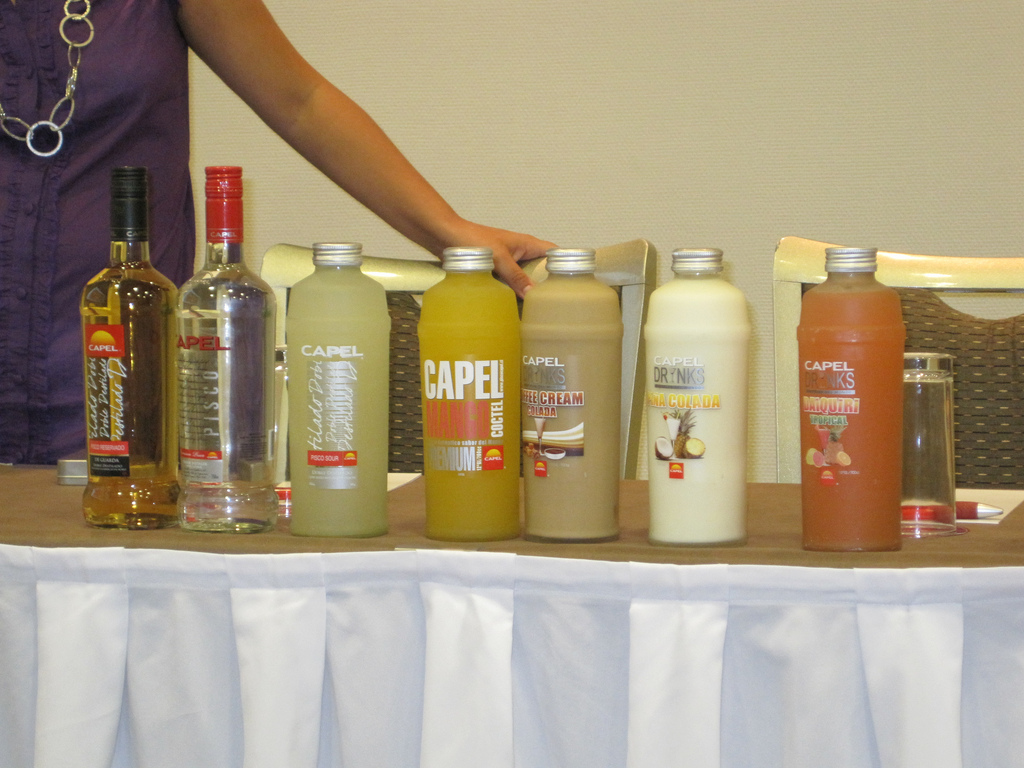
Botellas de «Pisco Capel» y de cócteles producidos bajo las marcas «Capel» y «Capel Drinks», entre ellas, pisco sour, mango sour, coffee cream colada, piña colada y daiquiri.

La cooperativa elabora y distribuye, entre otros, los siguientes productos:
Piscos
- Alto del Carmen
- Artesanos del Cochiguaz
- Brujas De Salamanca
- Hacienda La Torre
- Capel
- Monte Fraile

Vinos
- Sensus
- Viña Francisco de Aguirre

Bebidas Analcohólicas
- Play
- Atacama Juice

Cócteles
- Capel
- Capel Drinks
- Artesanos del Cochiguaz
- Estrella del Elqui